# Kanslipresident
Kanslipresident var ett offentligt ämbete i Sverige från slutet av 1600-talet till början av 1800-talet, som till stora delar motsvarar det nuvarande statsministerämbetet. 
Från 1680 till 1792 var kanslipresidenten chef för Kanslikollegium och från 1801 till 1809 chef för Kunglig Majestäts kansli. 

## Bakgrund
I samband med att det karolinska enväldet infördes 1680 avskaffades rikskanslerämbetet och som chef för Kanslikollegiet utnämndes istället en kanslipresident. Denne var under det karolinska enväldet och frihetstiden ledamot av det svenska riksrådet (regeringen). Som chef för det viktigaste ämbetsverket intog kanslipresidenten en ledande ställning inom riksrådet och var närmast att betrakta som en regeringschef. Kanslipresidenten hade även ett särskilt ansvar för utrikespolitiken.
Efter Gustav III:s statskupp 1772 minskade ämbetets betydelse under kungens alltmer auktoritära styre. 1786–1790 fanns periodvis två kanslipresidenter och därefter och fram till 1792 var ämbetet obesatt. I samband med mordet på Gustav III 1792 utnämndes Evert Vilhelm Taube till kanslipresident, men han avgick och ersattes samma år av Fredrik Sparre som innehade det återuppväckta ämbetet Rikskansler. 1801 avvecklades kanslikollegium, vars uppgifter till stor del togs över av Kunglig Majestäts kansli, som leddes av Fredrik von Ehrenheim som 1801–1809 innehade titeln kanslipresident. Den sista kanslipresidenten, som utnämndes 1809 och samma år istället blev den förste utrikesstatsministern, var Lars von Engeström.

## Lista över kanslipresidenter 1680–1809
| Namn                               | Bild              | Födelse           | Tillträde                                               | Frånträde                                   | Död              | Källor |
| ---------------------------------- | ----------------- | ----------------- | ------------------------------------------------------- | ------------------------------------------- | ---------------- | ------ |
| Bengt Gabrielsson Oxenstierna      |                   | 16 juli 1623      | 6 juli 1680                                             | 12 juli 1702                                | 12 juli 1702     |        |
| Nils Gyldenstolpe                  |                   | 5 november 1642   | 12 juli 1702 tillförordnad 21 december 1705 ordinarie   | 4 maj 1709                                  | 4 maj 1709       |        |
| ämbetet vakant                     | ämbetet vakant    | ämbetet vakant    | 1709                                                    | 1710                                        |                  |        |
| Arvid Horn                         |                   | 6 april 1664      | 21 mars 1710                                            | 10 april 1719                               |                  |        |
| ämbetet vakant                     | ämbetet vakant    | ämbetet vakant    | 1719                                                    | 1719                                        |                  |        |
| Gustaf Cronhielm                   |                   | 18 juli 1664      | 15 maj 1719                                             | 12 december 1719                            | 3 juni 1737      |        |
| Johan August Meijerfeldt den äldre |                   | 1664              | 12 december 1719 tillförordnad                          | 22 april 1720                               | 9 november 1749  |        |
| Arvid Horn                         |                   |                   | 22 april 1720                                           | 18 december 1738                            | 17 april 1742    |        |
| Gustaf Bonde                       |                   | 17 april 1682     | 18 december 1738 tillförordnad                          | 16 april 1739                               | 5 december 1764  |        |
| Carl Gyllenborg                    |                   | 7 mars 1679       | 16 april 1739                                           | 9 december 1746                             | 9 december 1746  |        |
| Carl Gustaf Tessin                 |                   | 5 september 1695  | 9 december 1746 tillförordnad 5 december 1747 ordinarie | Mars 1752                                   | 7 januari 1770   |        |
| Anders Johan von Höpken            |                   | 31 mars 1712      | 17 mars 1752                                            | 5 februari 1761                             | 9 maj 1789       |        |
| ämbetet vakant                     | ämbetet vakant    | ämbetet vakant    | 1761                                                    | 1761                                        |                  |        |
| Claes Ekeblad den yngre            |                   | 30 mars 1708      | 10 april 1761                                           | 12 augusti 1765                             |                  |        |
| Carl Gustaf Löwenhielm             |                   | 5 januari 1701    | 9 september 1765                                        | 7 mars 1768                                 | 7 mars 1768      |        |
| Fredrik von Friesendorff           |                   | 15 november 1707  | 7 mars 1768 tillförordnad                               | 30 maj 1769                                 | 26 augusti 1770  |        |
| Claes Ekeblad den yngre            |                   |                   | 30 maj 1769                                             | 9 oktober 1771                              | 9 oktober 1771   |        |
| ämbetet vakant                     | ämbetet vakant    | ämbetet vakant    | 1771                                                    | 1772                                        |                  |        |
| Joachim von Düben den yngre        |                   | 21 oktober 1708   | 23 april 1772                                           | 22 augusti 1772                             | 27 januari 1786  |        |
| Ulrik Scheffer                     |                   | 5 augusti 1716    | 23 augusti 1772                                         | 5 juni 1783                                 | 4 mars 1799      |        |
| Gustaf Filip Creutz                |                   | Maj 1731          | 5 juni 1783                                             | 30 oktober 1785                             | 30 oktober 1785  |        |
| Malte Ramel                        |                   | 27 maj 1747       | 30 oktober 1785 tillförordnad                           | Maj 1786                                    | 31 januari 1824  |        |
| Johan Gabriel Oxenstierna          |                   | 19 juli 1750      | Maj 1786 tillsammans med De Geer och von Düben          | 14 november 1789                            | 29 juli 1818     |        |
| Emanuel De Geer                    |                   | 19 oktober 1748   | Maj 1786 tillsammans med Oxenstierna                    | 13 juni 1787                                | 19 april 1803    |        |
| Carl Wilhelm von Düben             |                   | 2 februari 1724   | 20 juni 1788 tillsammans med Oxenstierna                | 8 november 1790                             | 29 december 1790 |        |
| ämbetet vakant                     | ämbetet vakant    | ämbetet vakant    | 1790                                                    | 1792                                        |                  |        |
| Evert Vilhelm Taube                |                   | 8 september 1737  | 29 mars 1792                                            | 1792 (oklart vilket datum som skall räknas) | 5 augusti 1799   |        |
| ämbetet avskaffat                  | ämbetet avskaffat | ämbetet avskaffat | 1792                                                    | 1801                                        |                  |        |
| Fredrik von Ehrenheim              |                   | 29 juni 1753      | 28 maj 1801                                             | 28 mars 1809                                | 2 augusti 1828   |        |
| Lars von Engeström                 |                   | 24 december 1751  | 16 maj 1809                                             | 9 juni 1809                                 | 19 augusti 1826  |        |
| Namn                               | Bild              | Födelse           | Tillträde                                               | Frånträde                                   | Död              | Källor |